# Mike Jenkins
Mike Jenkins (* 22. März 1985 in Neuenburg am Rhein, Deutschland) ist ein ehemaliger US-amerikanischer American-Football-Spieler auf der Position des Cornerbacks. Er spielte zuletzt für die Arizona Cardinals in der National Football League (NFL).

## Spielerlaufbahn

### High School und College
Der in Baden-Württemberg geborene Jenkins besuchte in Bradenton, Florida die High School. Nach seinem Schulabschluss studierte er von 2004 bis 2007 an der University of South Florida. Jenkins spielte für die Footballmannschaft seines Colleges sowohl als Cornerback, als auch als Safety. Er war der erste Spieler seines Colleges, welcher zum All-American gewählt wurde. In den Jahren 2005, 2006 und 2007 konnte er mit seiner Mannschaft, den South Florida Bulls, jeweils in Bowl-Spiele einziehen. Lediglich das Spiel gegen die East Carolina University konnte 2006 mit 24:7 gewonnen werden. Die Zeitschrift "The Sporting News" wählte ihn 2006 zu einem der besten Cornerbacks der USA.

### NFL
Mike Jenkins wurde 2008 von den Dallas Cowboys in der ersten Runde als 25. Spieler im NFL Draft ausgewählt. Er erhielt einen Fünf-Jahres-Vertrag über 9,725 Millionen US-Dollar, mit 6,75 Millionen an garantierten Gehaltsbestandteilen. Das Handgeld von 3,1 Millionen US-Dollar wurde ihm sofort ausgezahlt. Nachdem Jenkins im Jahr seiner Vertragsunterzeichnung nur als Ersatzspieler zum Einsatz gekommen war, konnte er sich in der nachfolgenden Saison als Starter etablieren. Ihm gelangen 2009 fünf Interceptions. Zum ersten Mal konnte er mit seiner Mannschaft in diesem Jahr in die Play-offs einziehen.

## Privates
Jenkins hat einen unehelichen Sohn. Er hat noch zwei Geschwister und lebt außerhalb der NFL-Saison in Tampa.